# Nan Kempner
Pour les articles homonymes, voir Kempner (homonymie).
Nan Kempner, née le 24 juillet 1930 à San Francisco et morte le 3 juillet 2005, est une riche héritière américaine, socialite, philanthrope, la femme « la plus chic du monde » selon Yves Saint Laurent.

## Biographie
Née Nan Field Schlesinger, devenue Kempner par son mariage avec un banquier dans les années 1950, elle vit tout d'abord à Londres puis à New York. Elle collabore avec le Vogue français ou Harper's Bazaar, et également diverses marques de l'univers du luxe. Fréquentant le Studio 54, elle est immortalisée par Andy Warhol qui la peint en 1973.
Connue pour son élégance, Nan Kempner possède, depuis 1964 date de son premier achat, trois cent soixante-seize créations du couturier Yves Saint Laurent parmi le millier de pièces de sa garde-robe ; au sein de celle-ci, la Saharienne, Le smoking ou le Jumpsuit, pièces emblématiques, font partie de sa collection. Elle est également cliente fidèle de Valentino Garavani qu'elle connait depuis longtemps alors que toute jeune, sa mère lui achète ses robes chez Jean Dessès où le couturier italien débute.
À sa mort, son mari fait un don à la Fondation Pierre Bergé – Yves Saint Laurent ; le MET donnera une exposition en 2006/2007 intitulée « Une Américaine à Paris », avec 70 robes de Nan Kempner prêtées par la Fondation. Diana Vreeland dira qu'« il n'existe pas ce que l'on pourrait appeler une femme chic américaine. La seule exception est Nan Kempner. » Pierre Bergé ajoute : « Nan Kempner fut fidèle à Saint Laurent comme l'est une femme à son amant. ». Saint Laurent la cite comme « la plus chic du monde ».